# James Woods
James Howard Woods (n. 18 aprilie 1947, Vernal⁠(d), Utah, SUA) este un actor american de film și televiziune. A obținut două nominalizări la Premiul Oscar și a câștigat trei premii Emmy.

## Filmografie
- A fost odată în America (1984)
- Cat's Eye (1985)
- Fantome pe Mississippi (1986)
- Hercules (1997), vocea zeului Hades
- Vampirii (1998), John "Jack" Crow
- Final Fantasy: Spiritele ascunse (2001), vocea generalului Hein
- Stuart Little 2 (2002), vocea generalului Falcon
- Dă-te mare și tare! (2005) - ca Tommy Athens
- Surf's Up (2007), vocea generalului Reggie Belafonte
- Steve Jobs. Omul care a schimbat lumea (2013)
- Officer Down (2013)